# Жинне, Шарль
Шарль Исаак Жинне (фр. Charles Ginner; 1878, Канны — 1952, Лондон) — британский художник французского происхождения.

## Биография
Шарль Исаак Жинне родился в Каннах. Был вторым сыном Исаака Бенджамина Жинне, британского врача. У него была младшая сестра Руби, которая стала танцовщицей и учительницей танцев. Шарль Жинне изучал живопись во Франции. Обучался в Академии Витти, где его преподавателями были Анри-Жан-Гийом Мартен и Поль Жерве. В 1905 году Жинне перевёлся в Школу изящных искусств, но в 1906 году вернулся в Академию Витти, где его главным учителем был Эрменехильдо Англада Камараса. 
В 1910 году переселяется в Великобританию, живёт в Лондоне. Находился под творческим влиянием художника Уолтера Сикерта, которого близко знал лично; был членом различных британских художественных групп и объединений — группы Фицрой-Стрит, Лондонской группы (с 1913 года), влиятельной художественной группы Кэмден Таун, группы Кемберленд Маркет (с 1914 года). Был дружен с художниками Фредериком Гором, Гарольдом Гилманом.
В годы Второй мировой войны Шарль Жинне работал на правительство в статусе «военного художника». В мирное же время профилирующей темой его творчества было изображение на полотне современного городского, урбанизированного общества.

## Избранные полотна
В лондонской галерее Тейт:
- Кафе Ройяль (1911)

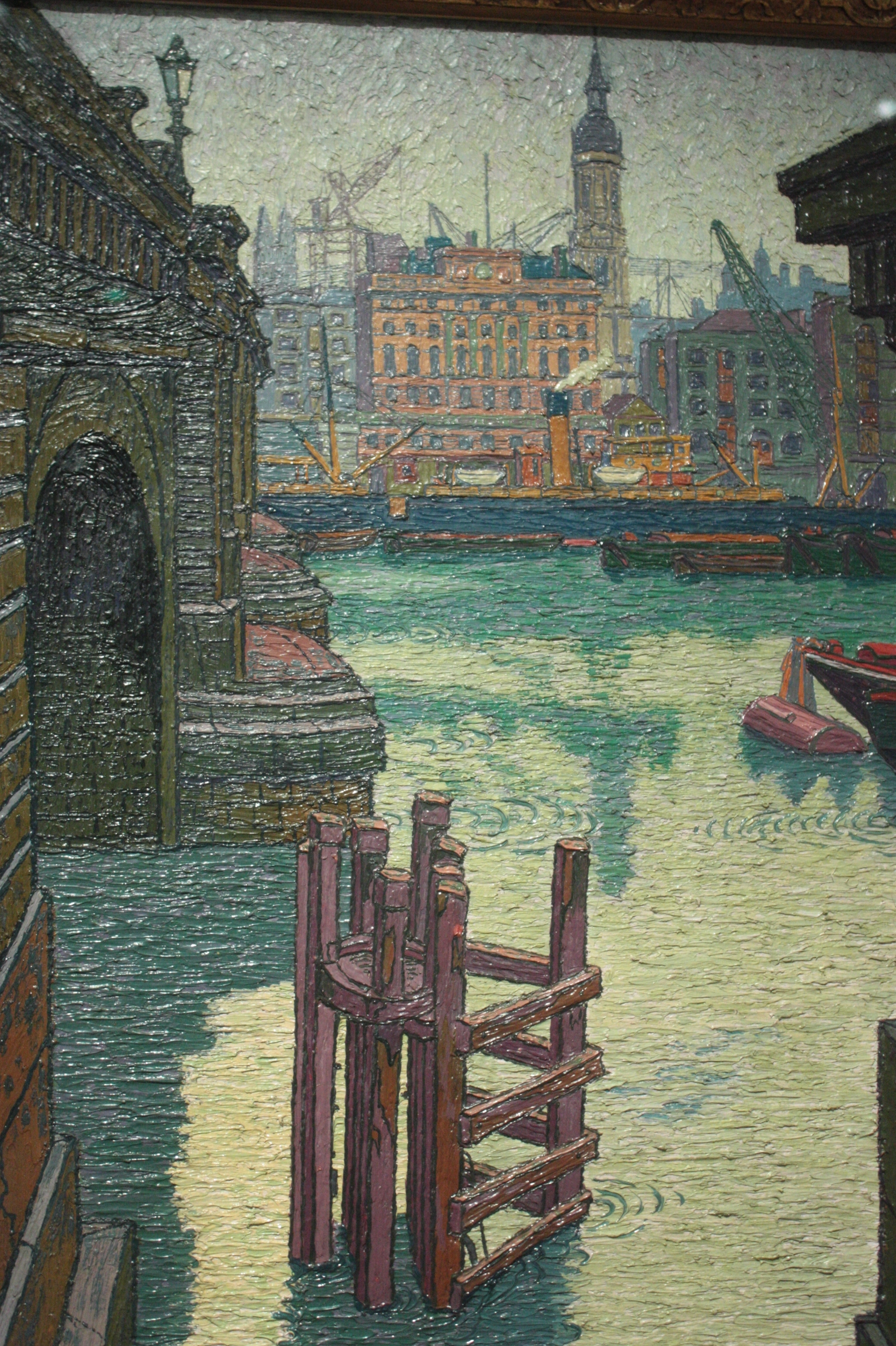
Ш. Жинне. Лондонский мост. 1913

- Прогулка по Хэмпстеду в День Коронации (1937)
- Цирк Пикадилли (1912)
- Клавертон-Стрит: Снег в Пимлико (1939)
- Вид на Хэмпстед из окна (1924)